# Laurentius Andreæ Grotte
Laurentius Andreæ Grotte, född 1572 i Gudhems församling, död 26 december 1647 i Tunhems församling, Västergötland, var en svensk präst.

## Biografi
Laurentius Andreæ Grotte föddes på Kartberga i Gudhems församling. Han blev 1600 rektor i Nya Lödöse skola och 1603 lektor vid Katedralskolan i Skara. Grotte blev 1610 kyrkoherde i Tunhems församling och den 10 februari 1611 brände danskarna ner prästgården i församlingen. År 1630 blev han kontraktsprost i Väne kontrakt. Han avled 1647 i Tunhems församling.

### Familj
Grotte gifte sig med Lisa Thorstensdotter. Hon var dotter till kyrkoherden Thorstanus Erici i Skövde stadsförsamling. De fick tillsammans barnen kyrkoherden Andreas Grotte (1605–1664) i Tunhems församling, majoren Bengt Grottenfelt (1610–1656) vid Östgöta kavalleriregemente, Bengta Grotte som var gift med prosten Arv. Hornius i Borås och kyrkoherden Paul Ravingius i Rångedala församling och Sigrid Grotte (1621–1695), gift med majoren Olof Andersson Silfverlood.